# Winchester City FC
Winchester City FC is een Engelse voetbalclub uit Winchester, Hampshire en werd opgericht in 1884.

## Geschiedenis
Na vele jaren regionaal voetbal sloot de club zich aan bij de Southern League in 1971/72 maar dit was echter te hoog gegrepen voor de club en na 2 seizoenen moest de club noodgedwongen terugkeren naar de Hampshire League. In 1993/94 won de club de Trophyman Cup. Na een turbulent financieel seizoen onderging Winchester een reorganisatie in 1999/00. De club geraakte er weer bovenop en fusioneerde in 2002 met Winchester Castle in de hoop te kunnen promoveren naar de Wessex League maar City werd 3de en bleef nog in de Hampshire League.
Het volgende seizoen werd de club kampioen en won de Trophyman Cup en de Southampton Senior Cup, in de FA Vase werd de kwartfinale bereikt. Het eerste seizoen in de Wessex League was erg succesvol en de titel werd meteen binnen gehaald en in de FA Vase werd de finale gewonnen tegen AFC Sudbury. Ook werd de Wessex League Cup gewonnen. Omdat het stadion niet aan de criteria voor de Southern League voldeed promoveerde de club echter niet.
Na een nieuwe titel in 2005/06 promoveerde de club wel, naar de nieuwe Division One South & West van de Southern League.